# Irma Peirano
Irma Peirano (Chiavari, 7 de marzo de 1917 - Buenos Aires, 19 de febrero de 1965) fue una poetisa y editora argentina de origen italiano.

## Biografía
Peirano nació en 1917 en la localidad de Chiavari, ubicada en la Provincia de Génova, Italia, hija de Evaristo Juan Peirano y Sofía Corti. En su infancia viajó con su familia a Rosario, Argentina y se instaló en el barrio de Echesortu. En su juventud empezó a interesarse por la poesía y envió algunas de sus obras a la sección infantil del diario rosarino La Tribuna.
Publicó su primera colección de poesía en 1947, titulada Cuerpo del canto. Cuatro años más tarde publicó su segundo libro, Dimensión de amor. Aunque ambas obras fueron exaltadas por escritores como Luis Emilio Soto y José Portogalo, Peirano decidió vincularse profesionalmente con el diario La Tribuna, convirtiéndose en editora. A partir de entonces puso la labor periodística sobre la literaria y se trasladó a Buenos Aires a comienzos de la década de 1960, ciudad donde falleció el 19 de febrero de 1965 a los cuarenta y siete años a causa de una pancreatitis. La calle Irma Peirano en Rosario fue bautizada en su honor.

## Obras notables
- Cuerpo del canto (1947)
- Dimensión de amor (1951)